# Ogrodno
Ogrodno (niem. Kavelsberg) – wieś w Polsce położona w województwie zachodniopomorskim, w powiecie świdwińskim, w gminie Połczyn-Zdrój. W 2011 roku liczba mieszkańców we wsi Ogrodno 195.
Na obszarze sołectwa Ogrodno, okolicy osady Zdroje swoje źródła ma rzeka Drawa. 